# Stanisław Dąmbski (1724–1802)
Stanisław Dąmbski z Lubrańca herbu Godziemba (ur. w 1724 – zm. 31 lipca 1802 w Wilkowicach) – starosta dybowski, podkomorzy brzeskokujawski.

## Rodzina
Syn Tomasza (1690–1748), chorążego inowrocławskiego i Marianny z Kolczyńskich herbu Rogala. Brat Józefa (zm. 1793), kasztelana buskiego. Poślubił Teresę Madalińską, córkę Łukasza Madalińskiego, pisarza grodzkiego kowalskiego. Z małżeństwa urodziło się dwóch synów i dwie córki: Józef Walenty i Wincenty oraz Marianna, późniejsza żona Walentego Waliszewskiego i Małgorzata, żona Myszkowskiego.

## Kariera
Kształcił się w Poznaniu w szkole jezuitów fundacji biskupa Stanisława Dąmbskiego.
Początkowo cześnik brzesko-kujawski (1756), następnie regent grodzki inowrocławski (1758), podsędek (1759), deputat trybunalski (1762) i (1768), chorąży kruszwicki i inowrocławski (1770), chorąży brzeskokujawski w latach 1772-1787. Był elektorem Stanisława Augusta Poniatowskiego w 1764 roku z województwa brzeskokujawskiego.
W roku 1765 został podczaszym bydgoskim. Członek konfederacji 1773 roku i poseł inowrocławski na Sejm Rozbiorowy 1773–1775. Jako poseł na sejm (1773 – 5) nie odegrał większej roli, dał się wybrać do mało znaczących 22 komisji sejmowych. Przez 50 lat pełnił urząd starosty dybowskiego i inowrocławskiego. W roku 1772 został podstarościm inowrocławskim, a 15 lat później podkomorzym brzeskim. W służbie wojskowej był porucznikiem. W swych dobrach majątkowych posiadał królewszczyznę Obałki. Marszałkował na sejmikach w 1775, 1777, 1778. Posłował znów w r. 1780 i 1784.  Był posłem na Sejm Czteroletni w 1788 roku z województwa brzeskokujawskiego. Zmarł w swych dobrach w Wilkowicach, został pochowany w kościele w Lubrańcu.

## Odznaczenia
Za zasługi został odznaczony Orderem Świętego Stanisława (1786).